# Ecgonin
Ecgonin ist ein Tropan-Alkaloid und findet sich natürlich vorkommend in den Blättern des Cocastrauchs.

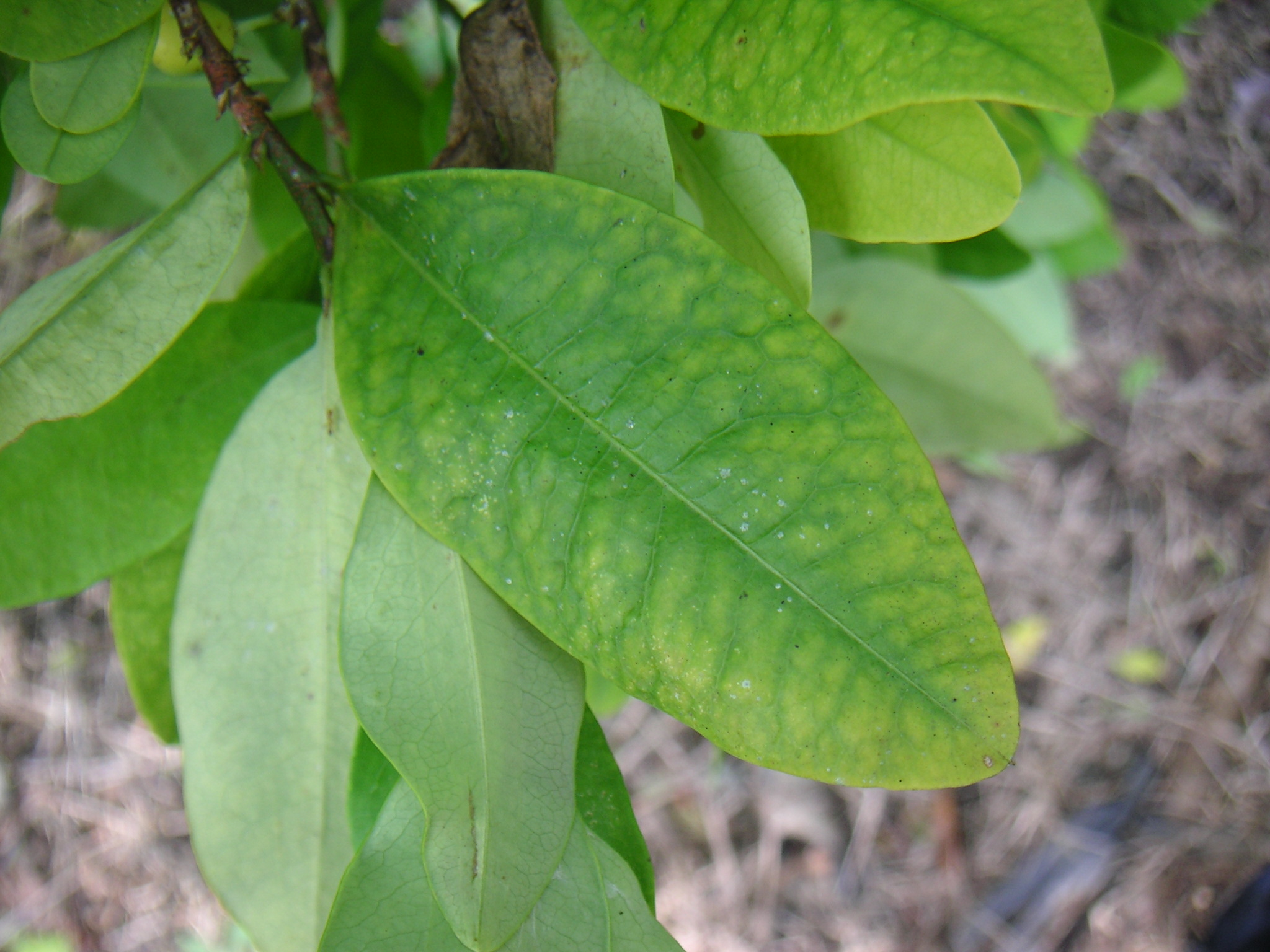
Cocapflanze bei La Cumbre, Kolumbien Erythroxylum coca

Strukturell ist Ecgonin ein Cycloheptanderivat mit einer Stickstoff-Brücke. Es wird durch säure- oder basenkatalysierte Hydrolyse von Kokain erhalten und kristallisiert mit einem Äquivalent Wasser. Die Kristalle schmelzen bei 205 °C. Im Vergleich zu Kokain ist es nicht suchterregend.
Es ist eine tertiäre Base, die sowohl eine Säure- als auch Alkoholfunktion im Molekül enthält. Ecgonin ist die korrespondierende Carbonsäure zu Pseudotropin (äquatoriale Stellung der Hydroxygruppe in Position 3). Durch Behandeln mit Phosphorpentachlorid entsteht Anhydroecgonin, C9H13NO2, das durch Erhitzen auf 280 °C mit Salzsäure Kohlendioxid eliminiert und in Tropidin, C8H13N, übergeht.